# Horst Stechbarth

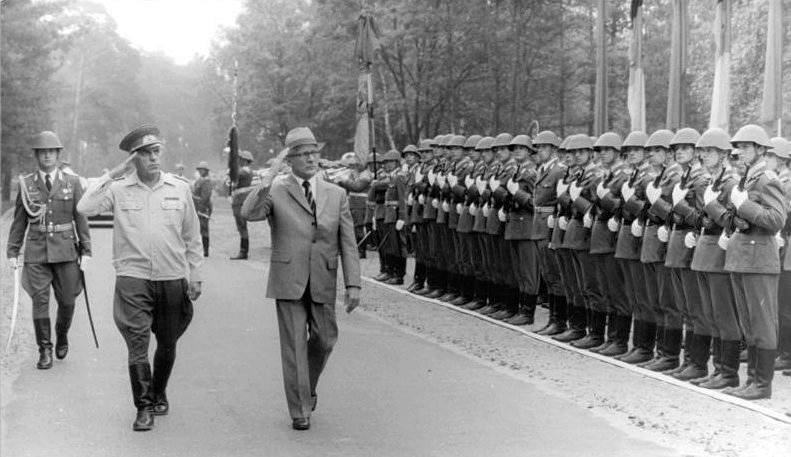
Stechbarth en Erich Honecker bij een bezoek aan de NVA

Horst Stechbarth (Tzschecheln (Brandenburg), 13 april 1925 – 8 juni 2016) was van 1972 tot 1989 plaatsvervangend minister van Defensie in de ministerraad van de DDR en chef van de landstrijdkrachten van de Nationale Volksarmee (NVA).
Stechbarth was een boerenzoon die in 1943 werd opgeroepen in de Reichsarbeitsdienst. In dat jaar werd hij ook lid van de NSDAP. Van 1943 tot 1945 diende hij als pantsergrenadier in de derde pantserdivisie van de Wehrmacht. Hij werd als onderofficier gevangengenomen door het Rode Leger en bleef tot 1948 krijgsgevangen. Na zijn terugkeer uit krijgsgevangenschap werkte Stechbarth als landarbeider.
Op 1 maart 1949 nam Stechbarth dienst bij de Kasernierte Volkspolizei, een paramilitaire voorloper van het Oost-Duitse leger. Hij maakte carrière en volgde van 1959 tot 1961 een opleiding bij de militaire academie van de generale staf van de Sovjet-Unie. In 1970 werd hij bevorderd tot luitenant-generaal. Vanaf 1972 tot 1989 was hij plaatsvervangend minister van Defensie en chef van de landstrijdkrachten van de NVA. In 1976 werd hij bevorderd tot kolonel-generaal en was vanaf 1976 tot 1989 lid van het Centraal Comité van de SED.
Als chef van de landstrijdkrachten commandeerde Stechbarth de jaarlijkse NVA-parade op de Oost-Berlijnse Karl-Marx-Allee op 7 oktober, de dag van het uitroepen van de DDR. De laatste parade die hij afnam was bij de 40e verjaardag van de DDR op 7 oktober 1989. Op 31 december 1989 ging Stechbarth met pensioen.
Hij overleed op 91-jarige leeftijd.
- Gemeinsame Normdatei: 132130920
- International Standard Name Identifier: 0000 0000 2786 1047
- Virtual International Authority File: 1164481
- WorldCat: E39PBJhRGTtVfqVBCYhryYjBfq